# 柬埔寨—日本關係
日柬關係（日语：／）是柬埔寨王國和日本國之間的外交關係。日本在金邊設有大使館。柬埔寨在東京設有大使館。

## 歷史

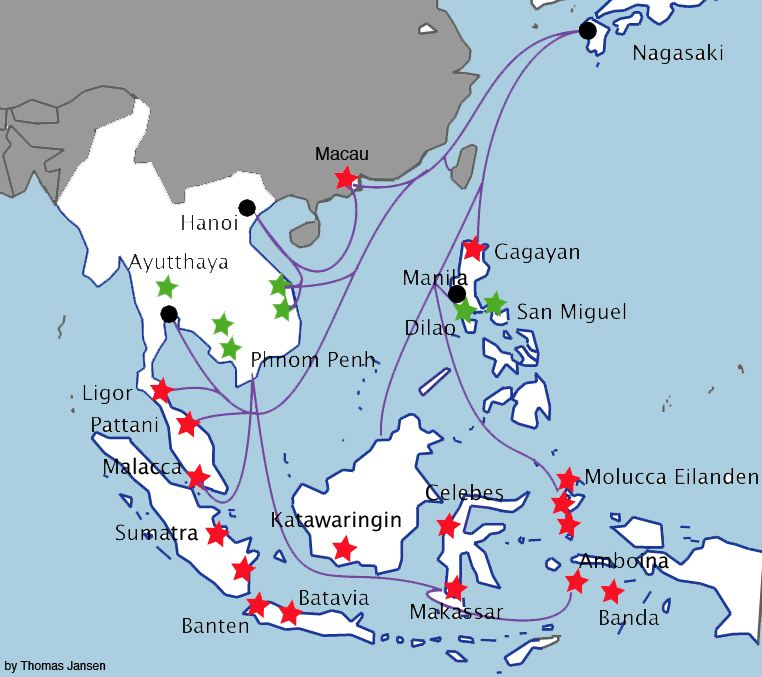
17世紀初的日本海外貿易，柬埔寨为江户时代的日本在东南亚主要的贸易伙伴之一

柬埔寨与日本的关系可以追溯至17世纪初，当时即有江户幕府的朱印船往来于日本与柬埔寨，此后，因为德川幕府的锁国政策，柬埔寨与日本几乎没有往来。柬埔寨船隻曾在長崎港進行貿易。柬埔寨最早的任務之一是請求軍事援助。德川家康送來了刀劍等武器。然而，家康不想捲入東南亞的軍事行動。1742年，日本和柬埔寨的官方接觸結束。柬埔寨官員停止前往長崎進行貿易。
1941年，日本占领法属印度支那统治下的柬埔寨，并於1945年3月发动政变在柬埔寨建立亲日政权，殖民政府官员被撤职，驻印支法军也被缴械，日军自法国人手中夺取了柬埔寨政权，其目的是通过柬埔寨人的支持来逆转日军在其他战场的颓势。在获得日军的允许后，诺罗敦·西哈努克宣布柬埔寨独立。日本亦承认柬埔寨独立，并在金边设立了领事馆，日本战败后，法国才重新恢复对柬埔寨的殖民统治。
1953年11月16日，柬埔寨与日本建交，此后两国关系良好发展。

## 貿易
兩國之間的貿易規模可觀：
- 日本至柬埔寨：140 億日元（2006 年）
- 柬埔寨至日本：95 億日元（2006 年）

日本在柬埔寨的投資包括金邊商業銀行，這是現代瑞士和日本思佰益的合資企業，於2008年開業。

## 日本援助

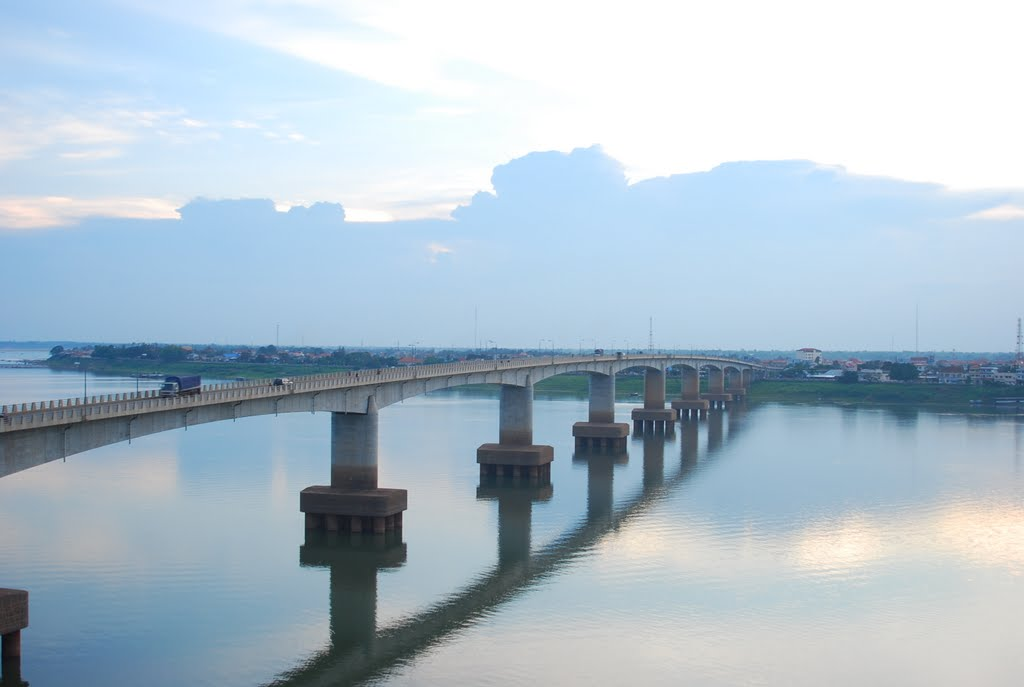
位于柬埔寨磅湛市和磅湛县境内的绊桥，由日本投资修建

日本曾长期为柬埔寨最大的援助来源國，直到近年为中国取代而成为第二大援助来源国。自1992年以來，日本政府提供了約12億美元的官方發展援助，涉及公路桥梁、水电基础设施及农业、农村发展、医疗保健、教育、人才培训、环保、古迹保护和司法等领域。2006年，日本和柬埔寨政府簽署了一項協議，柬埔寨接受了一項價值5900萬美元的新日本援助計劃。日本政府也為柬埔寨排雷和扫盲提供了大量援助。

## 外部連結
- Japanese embassy in Cambodia
- Cambodian embassy in Japan （页面存档备份，存于）